# 어나더 컨트리 (1984년 영화)
어나더 컨트리(Another Country)는 영국에서 제작된 마렉 카니브스카 감독의 1984년 드라마, 멜로/로맨스 영화이다. 루퍼트 에버릿 등이 주연으로 출연하였고 앨런 마샬 등이 제작에 참여하였다.

## 출연

### 주연
- 루퍼트 에버릿
- 콜린 퍼스

### 조연
- 마이클 젠
- 로버트 애디
- 루퍼트 웨인라이트
- 트리스탄 올리버
- 캐리 엘위스
- 아드리언 로스 마겐티
- 제프리 베이트만
- 가이 헨리
- 제프리 윅햄
- 존 라인
- 레웰린 리스
- 아서 하워드
- 아이버 로버츠
- 크리스핀 레드만
- 니콜라스 로우
- 크리스토퍼 밀번
- 트리스트램 젤리넥
- 안나 마시
- 벳시 브랜틀리
- 제임스 D.R. 히콕스

## 제작진
- 원작자: 줄리안 미첼
- 미술: 브라이언 모리스
- 의상: 페니 로즈
- 배역: 셀레스탸 폭스